# Oswaldo Vizcarrondo
Oswaldo Vizcarrondo   (Caracas, 31 de maig de 1984) és un futbolista veneçolà de la dècada de 2010.
Fou 81 cops internacional amb la selecció de Veneçuela.
Pel que fa a clubs, fou jugador, entre d'altres, de Caracas FC, CA Lanús i FC Nantes.